# Patagium
Le patagium (terme latin signifiant bande ou frange) est une membrane de peau présente sur certains animaux comme des oiseaux, les écureuils volants, des reptiles (reptiles volants tels que les ptérosaures, lézards planeurs tels que le dragon volant, le gecko volant, ou Xianglong zhaoi (en)), ou les chauves-souris. Issu de la transformation du membre chiridien, il leur permet d'effectuer un vol plané ou actif.

## Patagium chez les chauves-souris

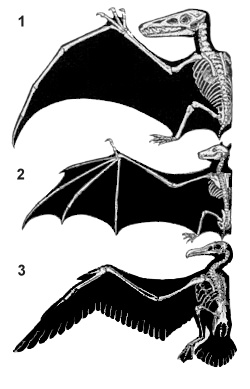
Chez le ptérosaure (1) et la chauve-souris (2), la surface sustentatrice est constituée par un patagium. Leur aile est fonctionnellement homologue à celle de l'oiseau (3) dont le patagium est plus réduit, la surface portante étant assurée chez eux par les rémiges.

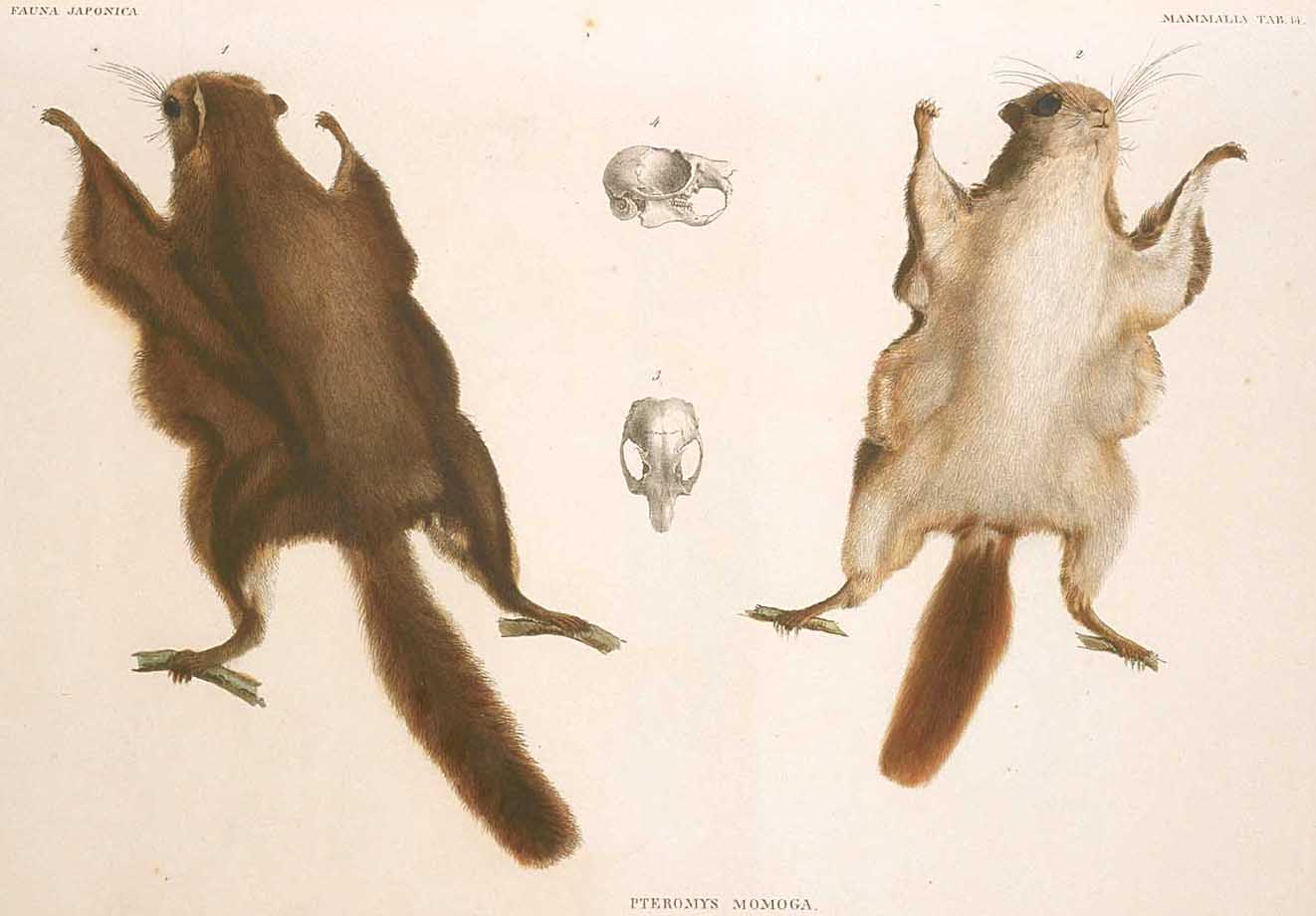
Dessin de Pteromys momonga en plein vol, arborant son patagium.

Le patagium des chauves-souris est une membrane de peau largement supportée par les doigts II, III, IV et V hypertrophiés, le pouce restant libre. Il provient de la persistance du tissu interdigital (entre les doigts) des membres antérieurs au cours du développement embryonnaire. Le maintien de la membrane interdigitée est permis par l'accumulation de petites modifications dans la régulation de certains gènes du développement,.
Cette membrane alaire mince et très vascularisée se divise en quatre parties (les platagia) distinctes : 
- Propatagium : partie du patagium reliant le cou de la chauve-souris à son bras ;
- Dactylopatagium : partie du patagium reliant les doigts entre eux ;
- Plagiopatagium : partie du patagium reliant le dernier doigt aux pattes arrière ;
- Membrane interfémorale, appelée aussi uropatagium ou cruropatagium : partie du patagium reliant les pattes arrière entre elles et dans laquelle se trouve incluse la queue de l'animal. Elle a pour fonction d'aider à diriger le vol et chez les espèces insectivores est utilisée pour capturer des proies. La membrane interfémorale se déploie en vol grâce au calcar, un appendice cartilagineux prolongeant le membre inférieur en direction de la queue.

Cette fine membrane rend la plupart des chiroptères trop vulnérables à la lumière et au soleil, ce qui pourrait expliquer l'activité exclusivement nocturne de la majorité des espèces de chauve-souris. Elle est parcourue par un important réseau vasculaire qui irrigue l'aile, favorise sa cicatrisation et la thermorégulation lorsqu'elle est en mouvement (dissipation de la chaleur en excès générée au cours du vol),,.
La vascularisation apparente du patagium, et plus particulièrement de l'uropatagium, est une caractéristique qui permet d'identifier une espèce. Elle constituerait même pour chaque individu l'équivalent de notre empreinte digitale.
Le patagium chez les chiroptères procure non seulement « la surface d’appui de l’aile mais il peut aussi servir à d’autres fonctions complémentaires : envelopper l’animal en hibernation suspendu la tête en bas, retenir le bébé au moment de l’accouchement dans la même position et chez certaines espèces inféodées aux milieux aquatiques servir d’épuisette (l’uropatagium) en passant au ras de l’eau pour cueillir des petits poissons ou des insectes ; c’est le cas par exemple du murin de Daubenton » qui capture ses proies (essentiellement des petits diptères) avec sa gueule, ses pieds ou cette membrane alaire.

## Patagium chez les ptérosaures
Le patagium des ptérosaures est très proche de celui des chauves-souris, à la différence près que, les ptérosaures ne possédant qu'un seul doigt soutenant chaque aile, le dactylopatagium et le plagiopatagium sont remplacés par le brachiopatagium ou cheiropatagium, membrane tendue entre le doigt porteur et les membres postérieurs.

## Patagium chez les oiseaux
Les Oiseaux sont également dotés d'une membrane alaire appelée patagium. Les deux membranes alaires (ou patagia) sont des surfaces très réduites entre les os du membre antérieur et le bord d'attaque de l'aile (membrane axillaire ou postérieure, qui s'étend du coude aux flancs, membrane antérieure qui va de l'épaule à la main). Ces animaux ont cependant développé leur mode de sustentation dans l'air par de longues rémiges plutôt que par ces petites surfaces portantes. En effet, ils « présentent paradoxalement une différenciation du membre antérieur moins poussée, du moins à l’origine, que celle des Ptérosaures et des Chiroptères : la surface portante est constituée chez eux par les plumes, lames de kératine souples, légères et de structure complexe, et non par un patagium renforcé d’éléments squelettiques allongés ».

## Patagium chez les rongeurs, dermoptères et diprotodontes
Sont concernés les écureuils volants, les lémurs volants et les phalangers volants.